# Nueva Paz
Nueva Paz é um município de Cuba pertencente à província de Mayabeque . 